# Kaluza-Klein-Teilchen
Kaluza-Klein-Teilchen sind hypothetische Elementarteilchen, die vom Randall-Sundrum-Modell unter Zuhilfenahme der Kaluza-Klein-Theorie postuliert werden.

## Die Kaluza-Klein-Theorie und deren Anwendung in der Stringtheorie
Die Kaluza-Klein-Theorie ist eine fünfdimensionale Feldtheorie und wurde zuerst von Theodor Kaluza formuliert. Sie stellt eine der ersten vereinheitlichten Theorien dar, indem sie eine fünfdimensionale Raumzeit postuliert, wo sich die Maxwellschen Gleichungen aus der Elektrodynamik und die Feldgleichungen aus der Allgemeinen Relativitätstheorie gleichzeitig anwenden lassen.
Oskar Klein erweiterte diesen Gedanken, indem er annahm, die zusätzliche fünfte Dimension sei kompaktifiziert, sodass sie nicht beobachtet werden könne. Damit würden die Ladungen quantisiert werden. Diese Theorie fiel aber kurz nach ihrer Formulierung in Vergessenheit.
Später wurde dieser Gedanke im Rahmen der Stringtheorie aufgegriffen, die ebenfalls von kompaktifizierten Extradimensionen ausgeht.

## Das Randall-Sundrum-Modell
Das Randall-Sundrum-Modell stellt ebenfalls einen Versuch zur Großen Vereinheitlichung dar, indem sie die Raumzeit als einen Anti-DeSitter-Raum betrachtet, der also negativ gekrümmt ist.
In diesem Modell werden zwei 4-Branen beschrieben, welche am Rand eines fünfdimensionalen Bulks kodiert sind.
Die Eichbosonen der drei bisher quantisierten Wechselwirkungen (Elektromagnetismus, Starke Wechselwirkung, Schwache Wechselwirkung) wären auf eine Brane beschränkt, während sich das Graviton frei im Bulk bewegen kann. Damit würde dieses Modell erklären, warum die Gravitationskraft als so schwach erscheint.
Die Elementarteilchen sind eine „Nebenwirkung“ dieser Theorie, da sie dort zwingend in Erscheinung treten müssen. Über die Struktur dieser Teilchen selbst ist nur sehr wenig bekannt, außer dass es seinen Ursprung in höheren Dimensionen hat und ein vierdimensionales Teilchen ist.